# Papamosques petit
El papamosques petit (Muscicapa epulata) és una espècie d'ocell de la família dels muscicàpids (Muscicapidae). Es troba a tota la selva tropical africana. Habita els boscos humits subtropicals o tropicals. El seu estat de conservació es considera de risc mínim.